# Did You Know That There's a Tunnel Under Ocean Blvd
Did You Know That There's a Tunnel Under Ocean Blvd este al nouălea album de studio al cântăreței și compozitoarei americane Lana Del Rey. A fost lansat pe data de 24 martie 2023 de către Interscope și Polydor Records. Piesele albumului au fost produse de către Del Rey, Mike Hermosa, Jack Antonoff, Drew Erickson, Zach Dawes și Benji și include colaborări cu Jon Batiste, Bleachers, Father John Misty, Tommy Genesis, SYML și Riopy.
La momentul lansării, Did You Know That There's a Tunnel Under Ocean Blvd a primit recenzii pozitive, iar mulți critici au lăudat maturitatea stilului ei liric. Înainte de lansare, trei single-uri au fost publicate. Piesa care poartă numele albumui a fost lansată ca single principal pe data de 7 decembrie 2022, în timp ce „A&amp;W” a fost lansată pe 14 februarie 2023. Pe data de 14 martie ea a lansat ultimul single înainte lansării întregului album, pe nume „The Grants⁠(d)”.

## Compoziție
Did You Know That There's a Tunnel Under Ocean Blvd conține șaisprezece piese. Albumul este descris ca unul "psihedelic american", pop alternativ și trip hop,      și include influențe de gospel, folk, trap, rock si soul .      Del Rey a spus că procesul de creare al albumului nu a implicat foarte mult efort, spunând că vrea ca albumul să aibă „un element spiritual”. În acest album apar mai mulți colaboratori precum Jon Batiste, SYML, Riopy, Father John Misty, Bleachers (condus de Antonoff) și Tommy Genesis . 

### Cântece
Piesa „The Grants” este cea care deschide albumul. Intitulată după numele ei de familie (Grant), cântecul este un fel de odă pentru familia ei. „Margaret”, a treisprezecea piesă, este cântată împreună cu trupa Bleachers⁠(d), numele piesei fiind inspirat din cel al logodnicei cântărețului principal al trupei, Jack Antonoff⁠(d). Lana Del Rey a declarat că piesele „Kintsugi” și „Fingertips” sunt cele mai intime.  Titlul „Paris, Texas” este o referință la filmul din 1984 cu același nume și a fost inspirată din piesa lansată de către SYML numită „I Wanted to Leave”. Albumul se încheie cu „Taco Truck x VB”, care conține un demo vechi al single-ului ei din 2018, „ Venice Bitch ” din albumul Norman Fucking Rockwell! (2019).  Del Rey a descris această versiune neauzită până acum a piesei „Venice Bitch” ca una mai murdară, mai grea și mai originală. 

## Copertă
Coperta albumului a fost făcută de colaboratorul frecvent al lui Del Rey, Neil Krug. Imaginea a fost aleasă din 65 de fotografii dintre care una era nud. 
Del Rey a spus că până la urmă nu a folosit această imagine pentru că nu a vrut ca această decizie să fie văzută ca una influențată de o dorință de a fi văzută în loc de o simplă exprimare artistică.  Așa că, prin urmare, a ales să lase „melodiile să fie cele care vorbesc deocamdată., 

## Succes comercial
Did You Know That There's a Tunnel Under Ocean Blvd a debutat pe primul loc în Marea Britanie cu 41 925 de vânzări (9 717 de CD-uri, 20 809 de albume de vinil, 2 582 de casete, 998 de descărcări digitale și 7 819 de unități de stream-uri echivalente cu vânzări).  A devenit al șaselea album al lui Del Rey care să primească poziția de locul întâi în Regatul Unit, precum și albumul care s-a vândut cel mai rapid în Regatul Unit în 2023.  Pe 28 aprilie a primit certificația de argint în Marea Britanie pentru vânzarea a 60 000 de unități.
În Statele Unite, Did You Know That There's a Tunnel Under Ocean Blvd a apărut pe locul trei în topul Billboard 200, cu 115 000 de unități echivalente unui album, dintre care 87 000 au fost vânzări tradiționale, impreună cu 28 000 de unități de la 36,14 de milioane de stream-uri on-demand.  Este săptămâna de lansare cu cel mai mult succes a lui Del Rey de la Honeymoon din 2015 și a devenit al nouălea proiect al ei care debutează în top 10 al Billboard 200.   În a doua săptămână, a scăzut pe locul 10, vânzând 38 000 de unități. 

## Lista de piese
| Did You Know That There's a Tunnel Under Ocean Blvd: Lista Pieselor | |                                                    |         |  |
| Nr.                                                                 | Titlu                                                                                                | Producători                                        | Lungime |  |
| 1.                                                                  | „The Grants⁠(d)”                                                                                      | Del Rey Drew Erickson Zach Dawes ⁠( d )             | 4:55    |  |
| 2.                                                                  | „Did You Know That There's a Tunnel Under Ocean Blvd⁠(d)”                                             | Del Rey Hermosa Jack Antonoff ⁠( d ) Erickson Dawes | 4:45    |  |
| 3.                                                                  | „Sweet”                                                                                              | Del Rey Erickson                                   | 3:36    |  |
| 4.                                                                  | „A&W⁠(d)”                                                                                             | Del Rey Antonoff                                   | 7:13    |  |
| 5.                                                                  | „Judah Smith Interlude”                                                                              | Del Rey Antonoff                                   | 4:36    |  |
| 6.                                                                  | „Candy Necklace” (feat. Jon Batiste⁠(d)                                                               | Del Rey Dawes Nick Waterhouse ⁠( d ) Ian Doerr      | 5:14    |  |
| 7.                                                                  | „Jon Batiste Interlude”                                                                              | Del Rey Antonoff Dawes                             | 3:33    |  |
| 8.                                                                  | „Kintsugi”                                                                                           | Del Rey Antonoff Laura Sisk                        | 6:18    |  |
| 9.                                                                  | „Fingertips”                                                                                         | Erickson                                           | 5:48    |  |
| 10.                                                                 | „Paris, Texas” (feat. SYML⁠(d)                                                                        | Del Rey Antonoff                                   | 3:26    |  |
| 11.                                                                 | „Grandfather Please Stand on the Shoulders of My Father While He's Deep-Sea Fishing” (feat. Riopy⁠(d) | Del Rey Antonoff                                   | 4:00    |  |
| 12.                                                                 | „Let the Light In” (feat. Father John Misty⁠(d)                                                       | Del Rey Erickson Hermosa                           | 4:38    |  |
| 13.                                                                 | „Margaret” (feat. Bleachers⁠(d)                                                                       | Del Rey Antonoff                                   | 5:39    |  |
| 14.                                                                 | „Fishtail”                                                                                           | Del Rey Antonoff                                   | 4:02    |  |
| 15.                                                                 | „Peppers” (feat. Tommy Genesis⁠(d)                                                                    | Del Rey Antonoff Lysaght Father ⁠( d )              | 4:08    |  |
| 16.                                                                 | „Taco Truck x VB⁠(d)”                                                                                 | Del Rey Antonoff                                   | 5:53    |  |
| Lungime totală:                                                     | Lungime totală:                                                                                      | Lungime totală:                                    | 77:43   |  |